# 존스타운 (가이아나)

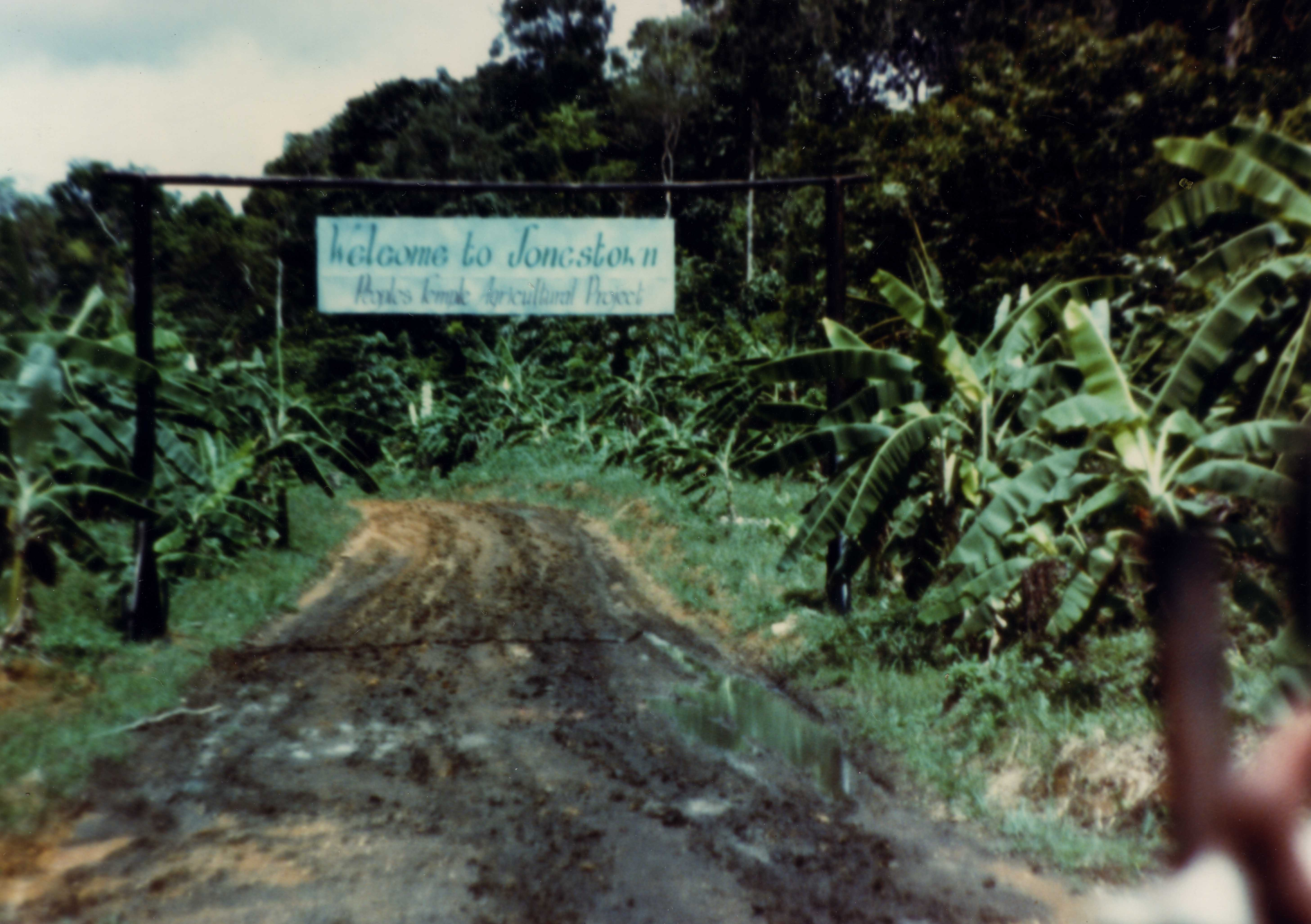
존스타운의 입구

존스타운(영어: Jonestown)은 비공식적인 이름으로 더 잘 알려진 인민사원 농업 프로젝트(영어: Peoples Temple Agricultural Project)는 짐 존스의 지도 아래 미국에 기반을 둔 종교 단체인 인민사원에 의해 가이아나의 원격 정착지였다. 1978년 11월 18일, 포트 카이투마의 활주로와 가이아나의 수도 조지타운의 사원 운영 건물에서 총 909명이 사망하면서 국제적으로 악명이 높아졌다. 정착지의 이름은 그 장소들에서 일어난 사건들과 동의어가 되었다.
존스타운에서 총 918명이 사망했으며, 2명을 제외하고 모두 시안화물 중독으로 사망했으며, 상당수는 본인의 의사에 반하여 주사되었다. 존스타운에서의 독살은 포트 카이투마에서 의원 레오 라이언을 포함한 사원 단체들에 의해 5명이 살해된 이후 존스가 명령한 행동이다. 다른 사원 단체 4명은 존스의 명령에 따라 조지타운에서 자살했다.
존스타운과 조지타운에서의 죽음을 묘사하기 위해 사용된 용어들은 시간이 지남에 따라 발전해 왔다. 많은 현대 언론들은 그 사건들이 있은 후 그 죽음을 집단 자살이라고 묘사한다. 이와는 대조적으로, 오늘날 대부분의 문헌에서는 대량 살인-자살, 학살 또는 단순히 대량 살인과 같은 용어로 죽음을 언급하고 있다. 존스타운에서 70명 이상의 사람들이 독극물을 주사받았고, 희생자 중 3분의 1(304명)은 미성년자였다. 총과 석궁으로 무장한 경비원들은 존스가 자살 로비를 벌이자 정착지에서 도망치려는 자는 누구든 총으로 쏘라는 명령을 받았다.

## 같이 보기
- 천국의 문 (종교)
- 푸푸탄